# Wüstenkärpflinge
Die Wüstenkärpflinge Nordamerikas sind entwicklungsgeschichtlich urtümliche Killifische. 
Sie gehören zur Gattung Cyprinodon, deren Verbreitungsgebiet sich von den Wüsten Kaliforniens und Nevadas über Texas und Arizona nach Mexiko erstreckt. 
Viele dieser Arten müssen in der Natur starke Änderungen in ihren Lebensbedingungen bewältigen. Der Salzgehalt in diesen Wüstengewässern ändert sich im Jahresverlauf oftmals stark. Im Sommer konzentrieren sich die Salze durch die Wasserverdunstung stark, um bei seltenen, aber manchmal doch ergiebigen Regenfällen wieder stark verdünnt zu werden. Auch die Wassertemperaturen sind starken Schwankungen unterworfen: Der Unterschied zwischen der Höchsttemperatur am Tage und dem Tiefstwert in der Nacht kann 20 °C und mehr betragen.

## Arten

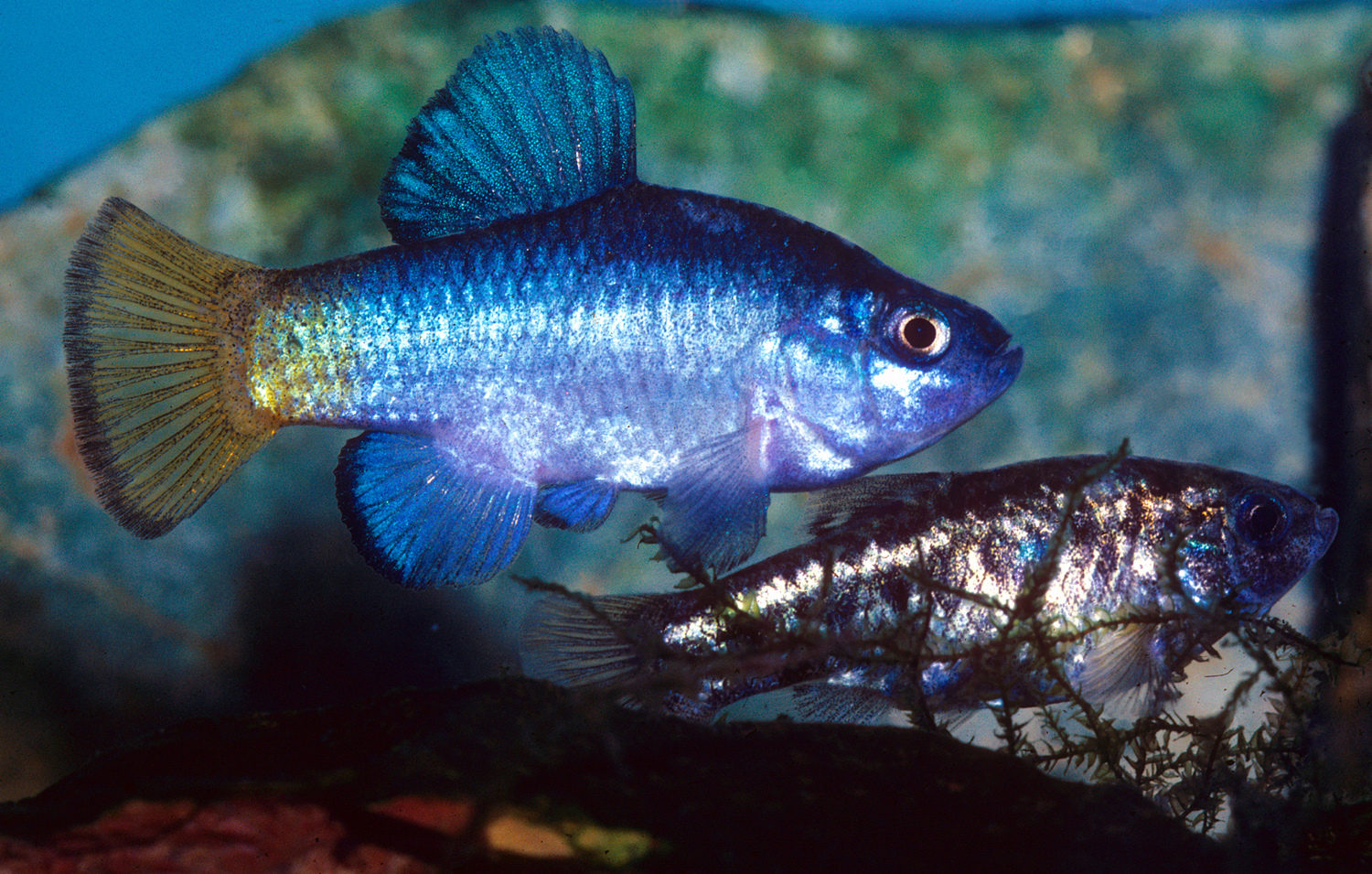
Cyprinodon macularius

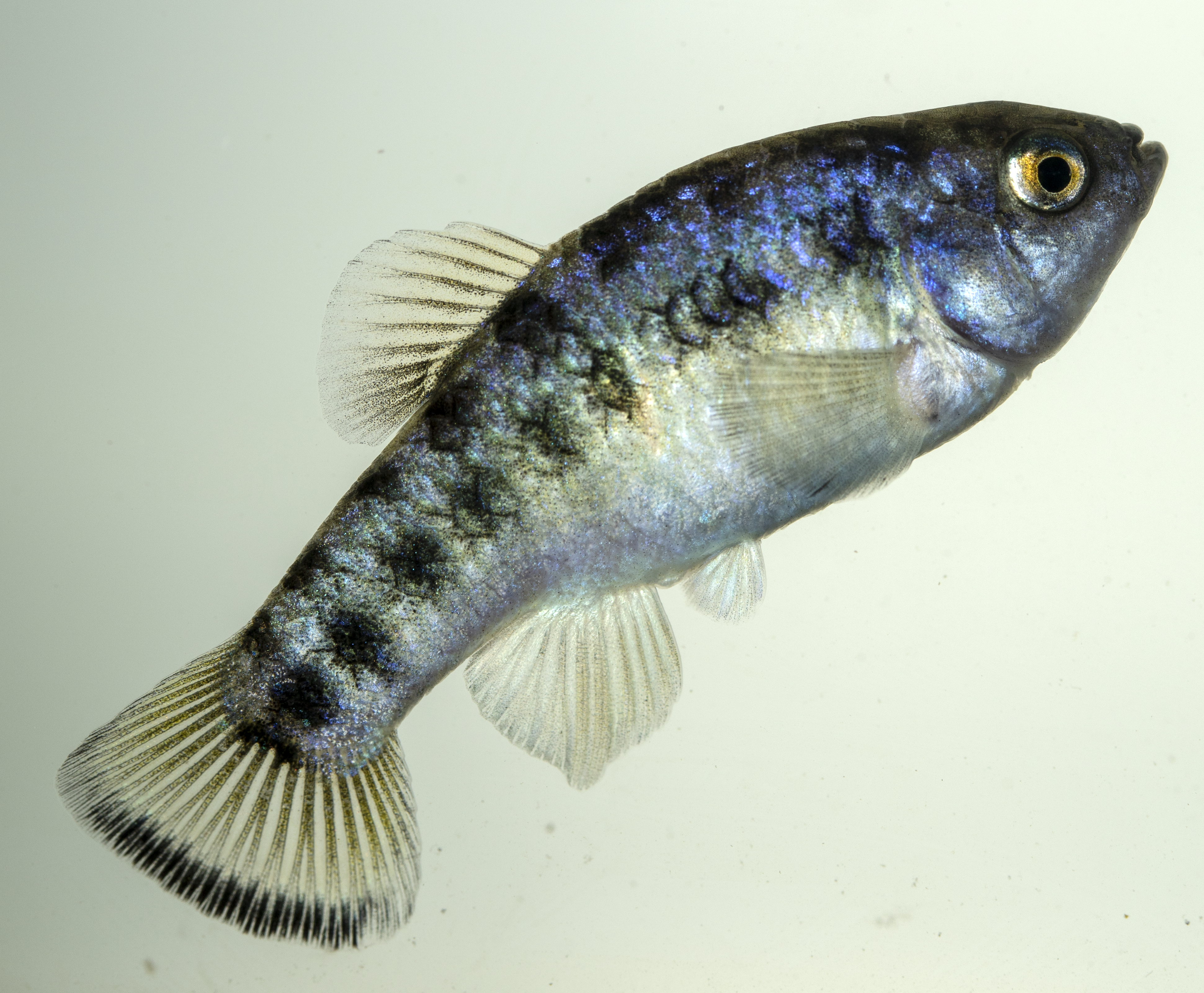
Cyprinodon macrolepis

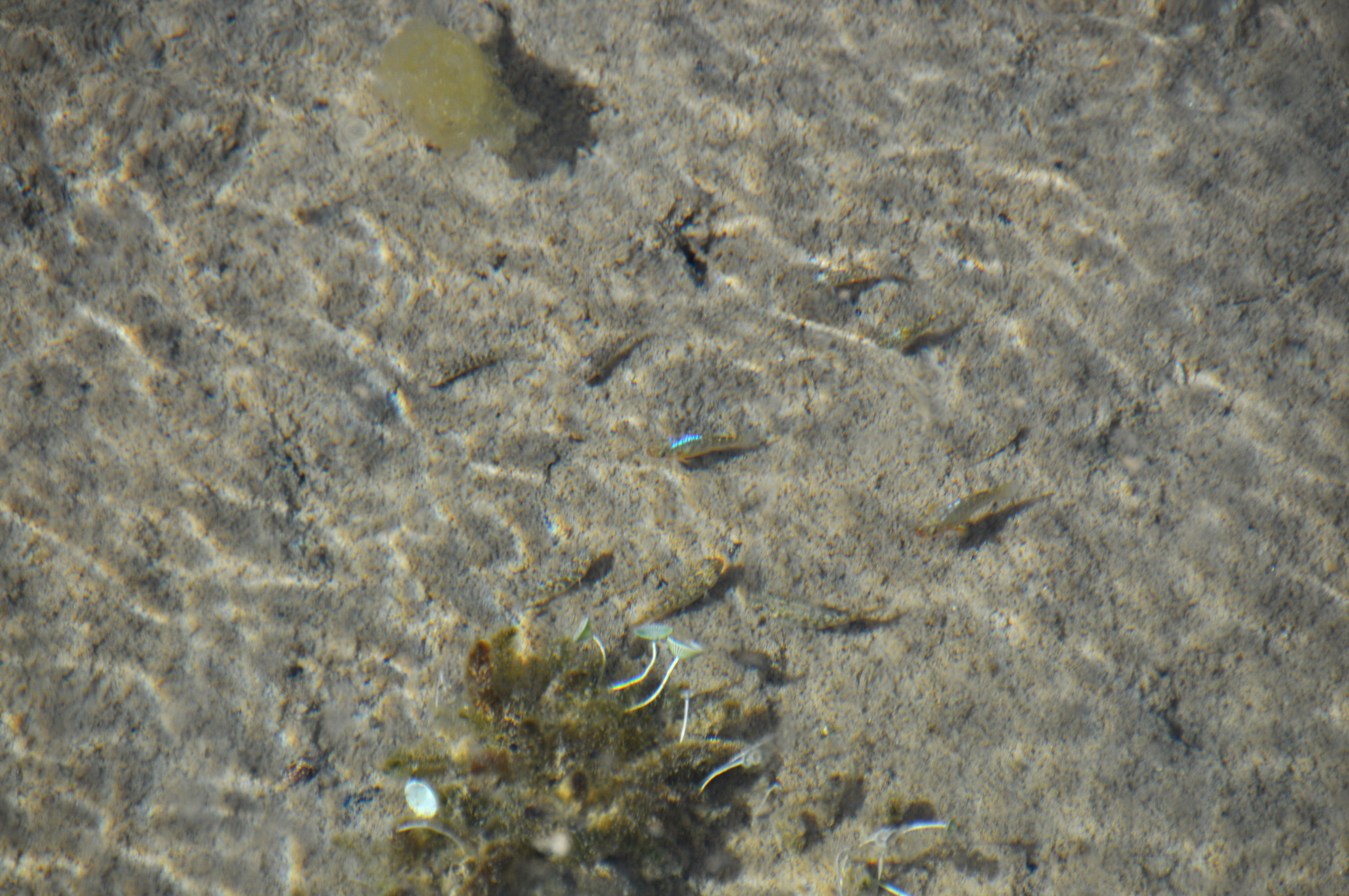
Cyprinodon auf San Salvador

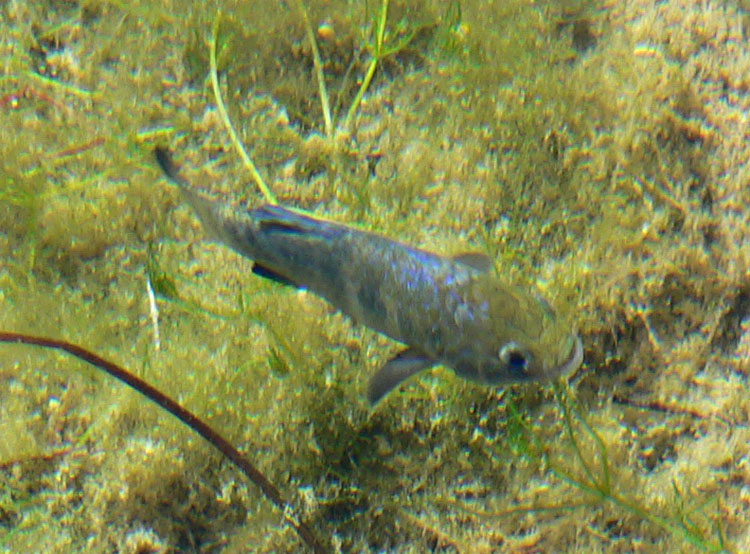
Cyprinodon nevadensis mionectes

Die Gattung Cyprinodon umfasst folgende 46 Arten:
- Cyprinodon bifasciatus Miller, 1968 (Cuatro-Ciénegas-Wüstenkärpfling)
- Cyprinodon elegans Baird & Girard, 1853 (Comanche-Springs-Wüstenkärpfling)

- alvarezi-Gruppe

- Cyprinodon alvarezi Miller, 1976 (El-Potosí-Wüstenkärpfling)
- Cyprinodon ceciliae Lozano-Vilano & Contreras-Balderas, 1993 (Agua-La-Presa-Wüstenkärpfling)
- Cyprinodon inmemoriam Lozano-Vilano & Contreras-Balderas, 1993 (La-Trinidad-Wüstenkärpfling)
- Cyprinodon longidorsalis Lozano-Vilano & Contreras-Balderas, 1993 (Langflossen- oder La-Palma-Wüstenkärpfling)
- Cyprinodon veronicae Lozano-Vilano & Contreras-Balderas, 1993 (Charco-Azul-Wüstenkärpfling)

- artifrons-Gruppe

- Cyprinodon artifrons Hubbs, 1936 (Yucatán-Zahnkärpfling)
- Cyprinodon beltrani Álvarez, 1949 (Schwarzflossen-Zahnkärpfling)
- Cyprinodon esconditus Strecker, 2002 (Verstecker Zahnkärpfling)
- Cyprinodon labiosus Humphries & Miller, 1981 (Dicklippen-Zahnkärpfling)
- Cyprinodon maya Humphries & Miller, 1981 (Maya-Zahnkärpfling)
- Cyprinodon simus Humphries & Miller, 1981 (Kurzschnauzen-Zahnkärpfling)
- Cyprinodon suavium Strecker, 2005 (Küssender Zahnkärpfling)
- Cyprinodon verecundus Humphries, 1984 (Großflossen-Zahnkärpfling)

- eximius-Gruppe

- Cyprinodon eximius Girard, 1859 (Conchos-Wüstenkärpfling)
- Cyprinodon julimes de la Maza-Benignos & Vela-Valladares, 2009 (Julimes-Wüstenkärpfling)
- Cyprinodon macrolepis Miller, 1976 (Großschuppen-Wüstenkärpfling)
- Cyprinodon pachycephalus Minckley & Minckley, 1986 (Großkopf-Wüstenkärpfling)
- Cyprinodon salvadori Lozano-Vilano, 2002 (Bocochi-Wüstenkärpfling)

- latifasciatus-Gruppe

- Cyprinodon atrorus Miller, 1968 (Bolson-Wüstenkärpfling)
- Cyprinodon latifasciatus Garman, 1881 (Parras-Wüstenkärpfling)
- Cyprinodon meeki Miller, 1976 (Mezquital-Wüstenkärpfling)
- Cyprinodon nazas Miller, 1976 (Nazas-Wüstenkärpfling)

- nevadensis-Gruppe
  - fontinalis-Komplex
    - Cyprinodon albivelis Minckley & Miller, 2002 (Weißflossen-Wüstenkärpfling)
    - Cyprinodon fontinalis Smith & Miller, 1980 (Carbonera-Wüstenkärpfling)
    - Cyprinodon pisteri Miller & Minckley, 2002 (Guzmán- oder Palomas-Wüstenkärpfling)

  - macularius-Komplex
    - Cyprinodon arcuatus Minckley & Miller, 2002 (Santa-Cruz-Wüstenkärpfling)
    - Cyprinodon eremus Miller & Fuiman, 1987 (Quitobaquito-Wüstenkärpfling)
    - Cyprinodon macularius Baird & Girard, 1853 (Stahlblauer Wüstenkärpfling)

Synonyme: C. browni (Jordan & Richardson, 1907); C. californiensis Girard, 1859
- nevadensis-Komplex

- Cyprinodon diabolis Wales, 1930 (Teufelskärpfling oder Teufelsloch-Wüstenkärpfling)
- Cyprinodon nevadensis Eigenmann & Eigenmann, 1889

- Cyprinodon nevadensis amargosae Miller, 1948 (Armagosa-Wüstenkärpfling)
- Cyprinodon nevadensis calidae Miller, 1948 (Tecopa-Wüstenkärpfling)
- Cyprinodon nevadensis mionectes Miller, 1948 (Ash-Meadows-Wüstenkärpfling)
- Cyprinodon nevadensis nevadensis Eigenmann & Eigenmann, 1889 (Saratoga-Springs-Wüstenkärpfling)
- Cyprinodon nevadensis pectoralis Miller, 1948 (Warm-Springs-Wüstenkärpfling)
- Cyprinodon nevadensis shoshone Miller, 1948 (Shoshone-Wüstenkärpfling)

- Cyprinodon radiosus Miller, 1948 (Owens Wüstenkärpfling)
- Cyprinodon salinus Miller, 1943

- Cyprinodon salinus milleri LaBounty & Deacon, 1972 (Cottonball-Marsh-Wüstenkärpfling)
- Cyprinodon salinus salinus Miller, 1943 (Salt-Creek-Wüstenkärpfling)

- variegatus-Gruppe

- Cyprinodon dearborni Meek, 1909

Synonym: C. cyaneostriga Ahl, 1938
- bovinus-Komplex

- Cyprinodon bovinus Baird & Girard, 1853 (Leon-Springs-Wüstenkärpfling)
- Cyprinodon pecosensis Echelle & Echelle, 1978 (Pecos-Wüstenkärpfling)
- Cyprinodon rubrofluviatilis Fowler, 1916 (Red-River-Zahnkärpfling)
- Cyprinodon tularosa Miller & Echelle, 1975 (White-Sands- oder Tularosa-Wüstenkärpfling)

- bondi-Komplex

- Cyprinodon bondi Myers, 1935
- Cyprinodon higuey Rodriguez & Smith, 1990
- Cyprinodon nichollsi Smith, 1989

- variegatus-Komplex

- Cyprinodon bobmilleri Lozano-Vilano & Contreras-Balderas, 1999 (San-Ignacio-Wüstenkärpfling)
- Cyprinodon brontotheroides Martin & Wainwright, 2013
- Cyprinodon desquamator Martin & Wainwright, 2013
- Cyprinodon variegatus Lacépède, 1803 (Edelsteinkärpfling)

Synonyme: C. baconi Breder, 1932; C. ellipsoidea (Lesueur, 1821); C. felicianus (Poey, 1868); C. gibbosus Baird & Girard, 1853; C. hubbsi Carr, 1936; C. jamaicensis Fowler, 1939; C. laciniatus Hubbs & Miller, 1942; C. ovinus (Mitchill, 1815); C. rhomboidalis (Valenciennes, 1821); C. riverendi (Poey, 1860)